# Lluís Gonzaga Pla i Cargol
Lluís Gonzaga Pla i Cargol   (Girona, 25 de juny de 1892 - Girona, 10 d'octubre de 1961) fou un sacerdot i poeta gironí, actiu a Llatinoamèrica.
Germà del llibreter, publicista i erudit, Joaquim Pla i Cargol (Girona, 1882 - 1978), Lluís Gonzaga estudià al Seminari de Girona i fou ordenat sacerdot el 17 de juny de 1916. El 1918 guanyà la Flor Natural als Jocs Florals de Girona amb la poesia El vent dalt el pujol que meresqué aquest comentari del president dels Jocs, Joaquim de Camps i Arboix: "Excel·leix per una bona tècnica en la versificació, per una finesa innegable, per un caient de distinció i bon gust en tractar amb precisió un assumpte delicat d'una nova i subtil forma poètica". Abans ja havia estat nomenat professor del Seminari-Col·legi del Collell, on romangué fins al curs 1919-1920.
Poc després d'ordenat fou nomenat vicari de les parròquies de Calonge, de Sant Llorenç de la Muga i de Santa Coloma de Farners, d'on fou també beneficiat de 1926 a 1928. Aquest mateix any fou nomenat ecònom de la parròquia de Mont-ras en la qual residí fins al 1932. Aleshores obtingué permís per marxar a Amèrica. Fixà la seva residència a Guatemala, després al Brasil i, finalment, a l'Argentina.
Vers el 1950 residí una temporada a Màlaga. El desembre de 1953 fou nomenat capellà de la companyia Transmediterrània, càrrec que exercí fins al 1960. Llavors repartí la seva residència entre Barcelona i Girona.
Mossèn Camil Geis, també poeta, escriví: "La paraula de mossèn Pla és viva, sucosa i espontània, el seu estil és d'un barroc flexible, el seu lèxic molt personal. Era alt, esvelt, eixut de carns, dotat d'un enginy polifacètic, paradoxal, inquiet, molt donat a l'aventura... una indiscutible personalitat". Arran del seu traspàs escriví Mn. Pere Ribot: "Quedà a mig fer".

## Obra

### Prosa
- De tot vent
- Estampes de l'Empordà
- Les històries de l'oncle Sororooge
- El bruc sagrat
- Horas serenas

### Poesia
- Athenea
- Garba (antologia escolar)
- La cançó de l'estiu
- Harmonia del desert (premiada amb accèssit)
- Les naus a port
- A la Mare de Déu del Collell
- Les oques
- La desferra
- La Nit de Nadal a la llar
- Noces de sang
- Goigs a la Mare de Déu del Collell (musicats pel caputxí Nicolau de Tolosa)

Col·laborà a La Il·lustració catalana, a La Mainada i a Canigó.